# Dassault MD 452 Mystère II
El Dassault MD 452 Mystère II ("misterio" en francés) fue un cazabombardero monomotor a reacción fabricado por la compañía francesa Dassault durante los años 50 a partir del Dassault MD 450 Ouragan, y que se convirtió en el primer avión francés capaz de superar la barrera del sonido. Formó parte del Ejército del Aire Francés.

## Historia y desarrollo

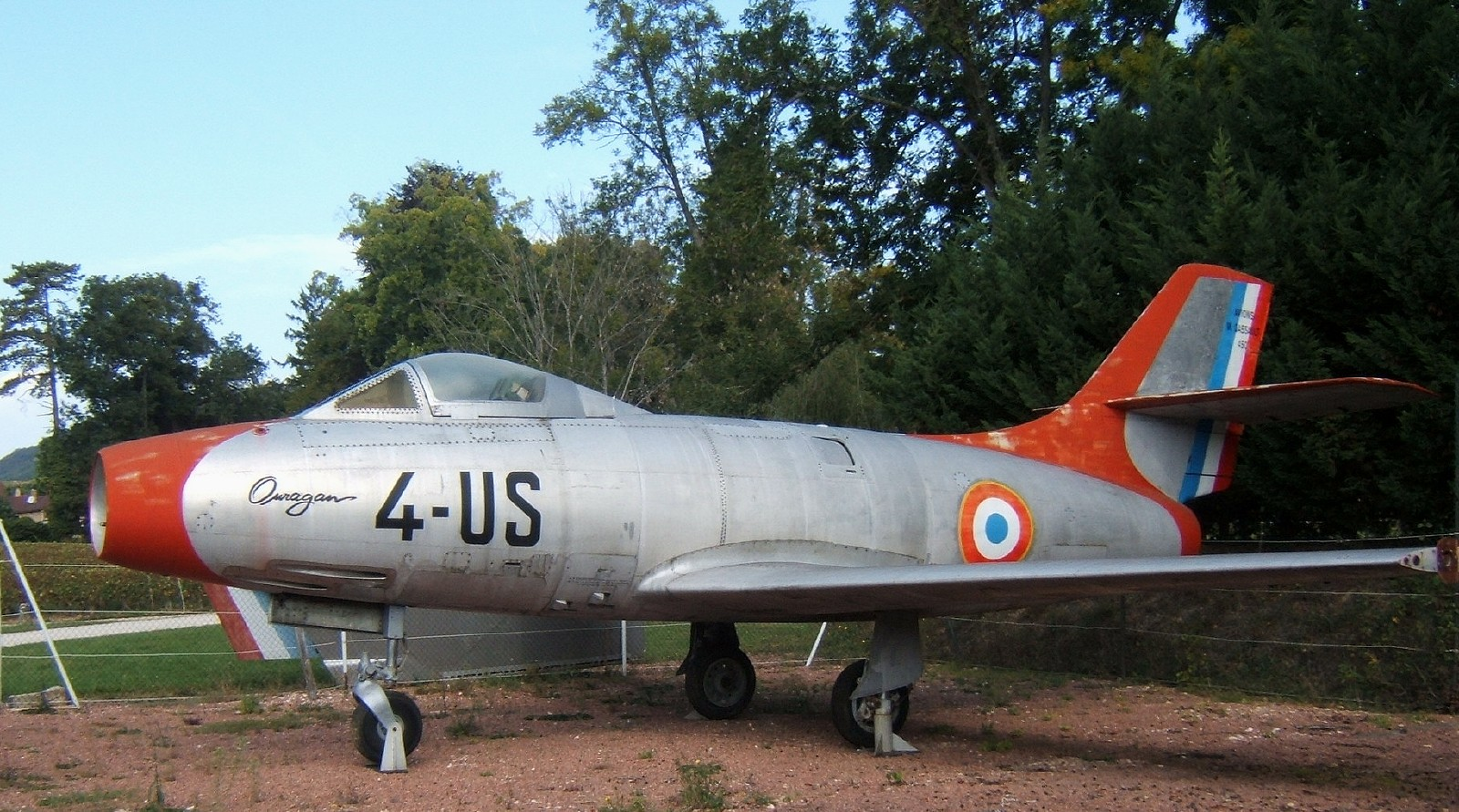
Dassault MD 450 Ouragan, modelo a partir del cual se desarrolló el Mystère II.

Después del éxito del Dassault MD 450 Ouragan, la compañía Dassault comenzó basándose en él a trabajar en un avión más avanzado, el cual estuvo listo a principios de 1951 con la designación MD 451 Mystère I. El Mystère I era un Ouragan con las alas en flecha en un ángulo de 30°, y modificaciones en las superficies de la cola. Se construyeron dos prototipos más, equipados con un turborreactor Rolls-Royce Tay, que era una versión mejorada del Rolls-Royce Nene que equipaba al Ouragan.
Después de la construcción de los tres prototipos Mystère I, se construyeron dos prototipos más, que recibieron la denominación Mystère IIA, equipados con el mismo motor Rolls-Royce Tay, y armados con cuatro cañones Hispano de 20 mm. Después otros cuatro prototipos, denominados Mystère IIB, y que contaban con 4 cañones de 20 mm y 2 cañones DEFA de 30 mm. El Mystère IIA fue el primer avión francés en superar la barrera del sonido en un vuelo controlado, el 28 de octubre de 1951.
A esos prototipos les siguieron once unidades de preproducción, denominados Mystère IIC, nueve de los cuales estaban propulsados por el turborreactor SNECMA Atar 101C que proporcionaban 24,5 kN de empuje, y los dos restantes con SNECMA Atar 101F con postquemador, que proporcionaban 37,3 kN de empuje.

## Historia operacional
La Fuerza Aérea francesa ordenó 150 Mystère IIC, con la primera máquina de producción volando en junio de 1954, que se entregará en octubre de ese año. El avión de producción contó con dos cañones DEFA de 30 mm (1181 pulg.), Un turborreactor Atar 101D con 29.4 kN (6600 lbf) de empuje, mayor barrido de la cola, y un sistema revisado de troncales de admisión y depósito interno de combustible. La velocidad máxima fue de 1030 km/h (560 kn; 640 mph) en el nivel bajo. Los detalles de las tiendas externas no están claros, pero un supuesto razonable sería que eran similares a los de Ouragan.
El último Mystère IIC se entregó en 1957, cuando el tipo ya estaba siendo relegado a tareas de entrenamiento avanzado. El diseño de la aeronave se estaba moviendo muy rápidamente en la década de 1950 e incluso cuando la IIC de Mystère comenzaba a funcionar, mejor volaba el Dassault Mystère IVA. El Mystère IIC era en gran medida un tipo interino, aunque persistió en el rol de entrenamiento hasta 1963.
No hubo compradores extranjeros para el Mystère II. Como se señaló, los israelíes querían comprar 24, pero cambiaron de opinión y en su lugar compraron Mystère IVAs. Parece que el Mystère II nunca fue usado en combate.

## Variantes
MD 451 Mystère IOuragan con las alas en flecha en un ángulo de 30°, modificaciones en las superficies de la cola y equipados con un turborreactor Rolls-Royce Tay. Se construyeron 3 prototipos.
MD 452 Mystère II 01designación del primer prototipo, equipado con un motor Rolls-Royce Nene. Realizó su primer vuelo el 23 de febrero de 1951.
MD 452 Mystère IIAdesignación del segundo y tercer prototipo, que realizaron su primer vuelo el 5 de abril y el 2 de julio de 1952 respectivamente, y que estaban equipados con un motor Rolls-Royce Tay.
MD 452 Mystère IIBdesignación de los tres primeros aviones de preserie.
MD 452 Mystère IICdesignación de los catorce siguientes aviones de preserie y de los 150 aviones de serie.
MD 453 Mystère IIItambién conocido como Mystère IIIN o Mystère de Nuit ("misterio de la noche" en francés), fue una variante para realizar misiones de caza nocturno. Únicamente se construyó una unidad.

## Operadores

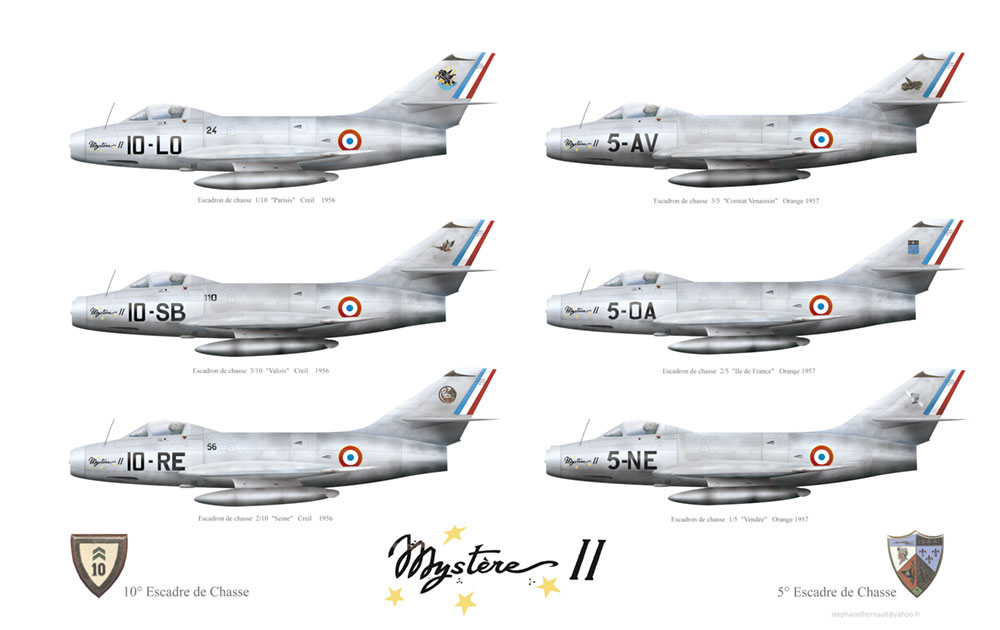
Perfiles del Dassault MD 452 Mystère II en los distintos escuadrones del Ejército del Aire Francés en los que operó.

Francia
- Ejército del Aire Francés

## Especificaciones

### Características generales
- Tripulación: 1 piloto
- Longitud: 11,7 m
- Envergadura: 13,1 m
- Altura: 4,26 m
- Superficie alar: 30,3 m²
- Peso vacío: 5225 kg (11 515,9 lb)
- Peso máximo al despegue: 7475 kg (16 474,9 lb)
- Planta motriz: 1× Turborreactor SNECMA Atar 101D.
  - Empuje normal: 29,4 kN (3003 kgf; 6620 lbf) de empuje.

### Rendimiento
- Velocidad máxima operativa (Vno): 1060 km/h (659 MPH; 572 kt)
- Radio de acción: 885 m (2904 ft)
- Alcance en ferry: 920 m (3018 ft)
- Techo de vuelo: 15.250 m
- Régimen de ascenso: 23 m/s (4528 ft/min)

### Armamento
- Armas de proyectiles: 2 cañones DEFA de 30 mm, con 150 proyectiles cada uno
- Bombas: 900 kg en 4 puntos de anclaje externos
- Cohetes: 2 x 18 cohetes SNEB de 68 mm

### Desarrollos relacionados
- Dassault MD 450 Ouragan (1952)
- Dassault MD 451 Mystère I (Prototipo)
- Dassault MD 452 Mystère II (1954)
- Dassault MD 453 Mystère III (Prototipo)
- Dassault MD 454 Mystère IV (1955)
- Dassault Super Mystère (1958)

### Aeronaves similares
- Focke-Wulf Ta 183
- FMA IAe 33 Pulqui II
- Grumman F-9 Cougar
- Lockheed P-80 Shooting Star
- North American F-86 Sabre
- Lavochkin La-15
- Mikoyan-Gurevich MiG-15
- Mikoyan-Gurevich MiG-17
- Saab 32 Lansen